# Cultural Survival
Cultural Survival is een niet-gouvernementele organisatie die gevestigd is in Cambridge in de staat Massachusetts, Verenigde Staten. Ze werd opgericht in 1972 en richt zich op de verdediging van de mensenrechten van inheemse volkeren.

## Geschiedenis
Cultural Survival werd opgericht door antropoloog David Maybury-Lewis en zijn vrouw, Pia, als reactie op de ontsluiting van het Amazone- en Zuid-Amerikaanse achterland in de jaren zestig en de indringende effecten die dit had op de inheemse bewoners. Sindsdien werkt het samen met inheemse gemeenschappen in Azië, Afrika, Zuid-Amerika, Noord-Amerika en Australië. Cultural Survival heeft naast het hoofdkantoor in Massachusettes een vestiging in Guatemala te behoeve van het Guatemala Radio Project.